# ヘンリック (デンマーク王配)
ヘンリック（Henrik, 1934年6月11日 - 2018年2月13日）は、デンマーク女王マルグレーテ2世の王配。
結婚前はフランスの外交官。名前は、アンリ・マリ・ジャン・アンドレ・ド・ラボルド・ド・モンプザ (Henri Marie Jean André de Laborde de Monpezat)だった。

## 略歴
アンドレ・ド・ラボルド・ド・モンプザと妻ルネとの間に、ジロンド県タランスで生まれる。9人兄弟の2番目であった。父の仕事のため、5歳までフランス領インドシナ（現在のベトナム）で過ごす。1950年に再び仏領インドシナのハノイへ行き、1952年にフランス人学校の高校を卒業した。1952年から5年間、ソルボンヌ大学で法律と政治学を学び、フランス国立東洋言語文化研究所（INALCO）で中国語とベトナム語を習得。1957年には香港、1958年には当時はベトナム共和国（南ベトナム）の首都だったサイゴンに留学している。
1959年から1962年にかけてアルジェリア戦争にフランス軍人として出征、1962年にフランス外務省に入省。1963年から1967年まで駐イギリス大使館書記官として赴任した。
1967年6月10日、デンマークの王位継承者マルグレーテ王女と結婚。名前をデンマーク風に「ヘンリック（Henrik）」とした。カトリックからプロテスタントに改宗し、フランス国籍を放棄してデンマーク国民となった。
結婚後早くにデンマーク語を習得したが、訛りのあるデンマーク語は国民のジョークのネタにされた。英語と中国語、ベトナム語が話せる。フランス語の書籍をデンマーク語に翻訳し、出版している。
マルグレーテ女王は2015年末のスピーチで、ヘンリックが2016年1月1日より王室の公務から退く旨を発表した。
2017年8月、「立場の不平等を理由に女王と同じ墓所への埋葬を拒否し、王室もこれを認めた」と発表された。1972年の妻のマルグレーテ2世女王即位の際、「『王配』として自身に受ける称号が Kongegemal（英: King consort、配偶者たる王） でなく Prinsgemal （英: Prince consort、配偶者たるプリンス）となったことに落胆し、たびたび不満を口にし、公務にも熱が入らなかった」という。
2017年9月、デンマーク王室は「ヘンリック王配が、認知症を患っている」と発表した。
2018年1月、エジプトを旅行中に体調を崩し急遽デンマークに帰国、1月28日コペンハーゲン大学病院に入院した。2月、長男フレデリック王太子は平昌オリンピックのため韓国を訪問していたが、父の容態悪化により当初の予定を切り上げて帰国した。
2018年2月13日、本人が人生の最期の日々を過ごしたいと希望していたフレーゼンスボー宮に移送され、23時18分、肺の感染症のため妻の女王と二人の息子らに見守られながら薨去。83歳没。
デンマーク王夫妻の遺体は、ロスキレ大聖堂に埋葬するのが従来の伝統であったが、デンマーク王室はヘンリックの遺志を尊重し、遺体を火葬にしたうえで、遺灰の半分をデンマークの海に散骨し、残りを王室邸宅の敷地内に埋葬することを決めた。
2008年4月30日、女王マルグレーテ2世は夫の実家ラボルド・ド・モンプザ家に因む「モンペザ伯（greve af Monpezat）」の儀礼的称号を、フレデリック王太子とヨアキム王子の2人の男子に授与した。その為、2人の息子フレデリックとヨキアムとその男系子孫はモンペザ伯の儀礼的称号を帯びることになった。

## 子女
妻のマルグレーテ2世との間に、2男（2人）をもうけた。
- フレデリック10世（1968年 - ） - デンマーク国王（在位：2024年 - ）
- ヨアキム（1969年 - ）